# Noli (famiglia)

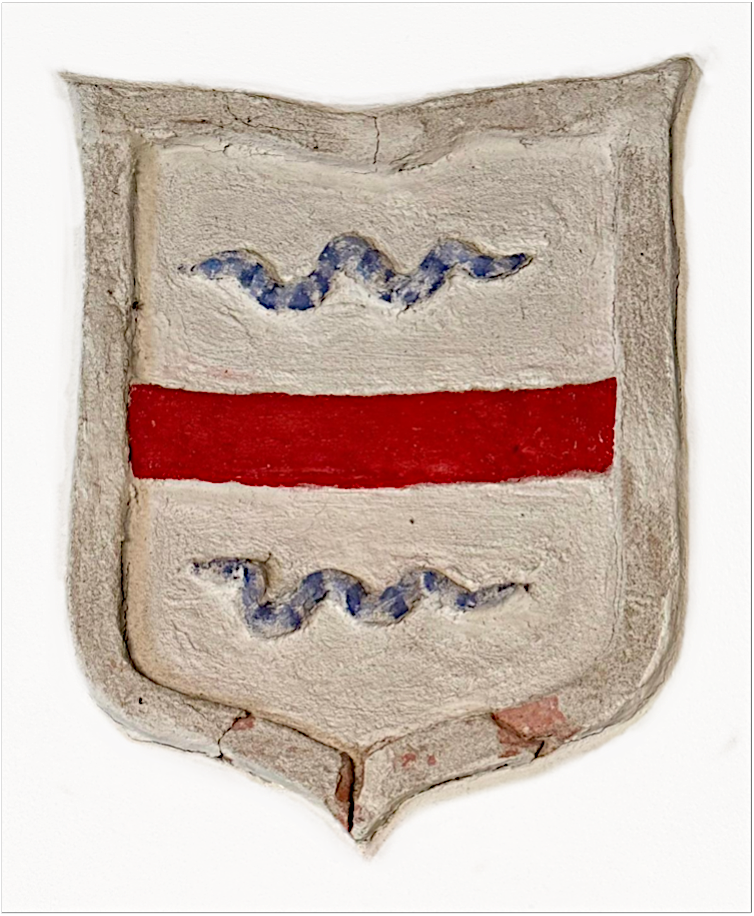
Stemma famiglia De Noli: banda rossa con due vipere in campo bianco. Descrizione dello stemma nei manoscritti conservati presso la Biblioteca Malatestiana.

La famiglia Noli è stata una famiglia nobile italiana, tanto che nella Biografia Generale dei Fratelli Firmin Didot, la famiglia Noli è indicata come facente parte di un antico patriziato. Acquistò i primi privilegi feudali in Italia nel XIV secolo, vantando personaggi di spicco come Antonio de Noli, navigatore ed esploratore italiano e primo governatore di Capo Verde. Il navigatore, descritto dallo storico portoghese João de Barros come “di nazione genovese et di sangue nobile”, apparteneva alla stessa famiglia di Giacomo de Noli, divenuto nel 1315 membro del Consiglio di Genova "Otto Anziani” sotto il governo di Nicolò Guarco. Nel manoscritto di Della Cella conservato presso la Biblioteca Universitaria di Genova è indicato inoltre che l'origine della famiglia Noli di Genova "si può supporre dalla piccola città o Castello di Noli".

## Storia
Dopo la caduta dell’Impero romano d'Occidente i Noli si stabilirono in diversi territori dell'Italia settentrionale durante l'Alto Medioevo. Fonti accademiche sostengono che una rotta migratoria della famiglia qualche tempo fa stabilita nel castello di Noli si dirigesse in parte verso la vicina Genova, ed in parte a nord verso il Piemonte, e da lì alla Lombardia e regioni limitrofe. Risultante, un ramo si stabilì a Genova, e l'altro a Novara, dove i Noli, “famiglia di Signore”, abitarono il Castello di Cameriano all'inizio del XV secolo.
Nel 1747 i fratelli Gian Battista Noli ed Emanuelle Noli si unirono alla Compagnia dei Capitani delle Parrocchie di Genova, dove sono stati "segnalati con insigne valore per la difesa della patria" in occasione dell'assedio di Genova durante la guerra di successione austriaca. La formazione militare Compagnia dei Capitani delle Parrocchie era l'unica milizia rimasta a Genova dopo che le altre furono smembrate nel marzo 1747.
I Noli di Milano sono menzionati nello Stemmario Trivulziano risalente al 1390. I Noli di Cesena, possono essere riconosciuti dai Blasone Cesenate del 1789. I Noli di Parma sono citati nel Dizionario Diplomatico del 1344, Arpulino de Noli da Parma in Codice Diplomatico Istriano  e i Noli Dattarino di Cremona sono menzionati nel Blasonario Cremasco.  A Bergamo, in Lombardia, sono documentate le attività pubbliche del conte can. Alessandro de Noli, che inaugurò il Santuario alla Madonna delle Rose nel 1858. Una via nel centro di Bergamo porta il suo nome. 

### Ritorno dei De Noli, da Capo Verde a Genova

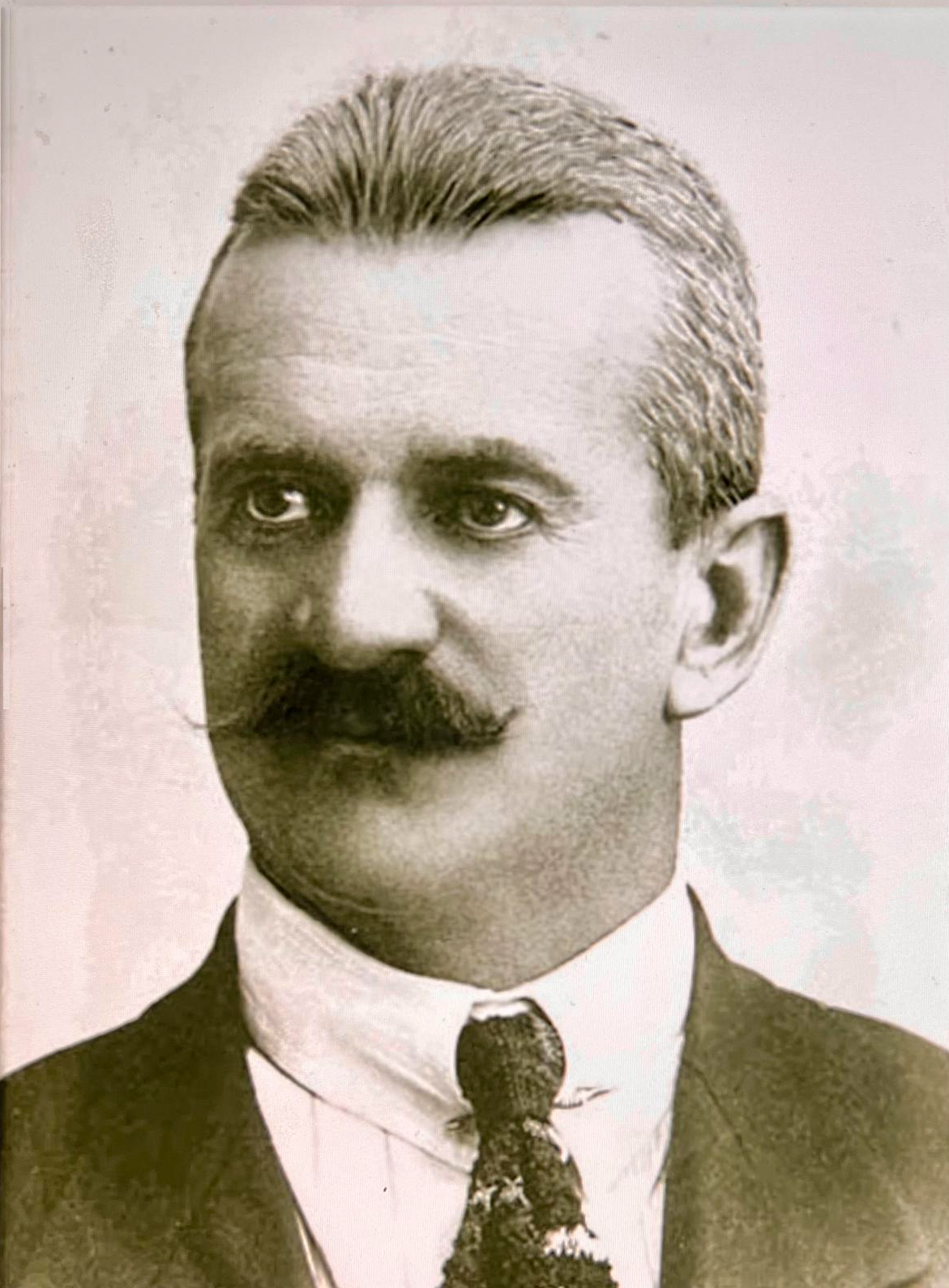
Vittorio Noli, un benefattore di Copiapó (Cile), natto in Valleregia, Genova, 1881.

Dopo problemi politici, il genovese Antonio de Noli e suo fratello Bartolomeo andarono in esilio in Spagna, e poi in Portogallo. Nel 1472, dopo la sua scoperta di isole di Capo Verde, venne conferito il governatorato di Capo Verde dal re portoghese Alfonso V. Durante la guerra tra Portogallo e Spagna iniziata nel 1475 (la Guerra di successione castigliana), i castigliani conquistarono le isole di Capo Verde, e Antonio de Noli si dichiarò neutrale, adducendo la sua nazionalità genovese. Pertanto, dopo la fine della guerra, De Noli perse il governatorato di Capo Verde e fu preso prigioniero in Spagna. Dopo la morte di Antonio de Noli nel 1496, il suo figlio Simone de Antonio Noli ed altri membri della sua famiglia tornarono in Italia. All'epoca permaneva ancora il divieto da parte dei Doria nei confronti delle famiglie ribelli. Non essendo possibile ritornare a Genova, i De Noli decisero di restare a Cesena, dove anche già vivevano i loro alleati da Genova, il Fieschi. La famiglia De Noli, descritta come oriunda ("arrivata da altre parti"), sono menzionati nei manoscritti di Cesena come ivi stabiliti già nel fine del 1400. Successivamente, i discendenti dei De Noli lasciarono Cesena e tornarono a Genova. Il ritorno dei De Noli a Genova poteva avvenire solo dopo l'amnistia decretata dei Doria, che consentiva il rimpatrio delle famiglie costrette all'esilio in seguito agli sconvolgimenti politici dei decenni precedenti. Il Noli si stabilirono a Valleregia (Serra Riccò). Vittorio de Noli, nato nel 1881 a Valleregia, decise di trasportare via mare nella valle di Atacama in Cile una selezione di piante di vite prima che la fillossera della vite arrivasse dalla Provenza a Genova. Facendo fortuna con le sue vigne, Vittorio de Noli divenne benefattore di Copiapó. Il suo nipote Marcello Vittorio Ferrada de Noli, professore emerito svedese e discendente legale del navigatore Antonio de Noli, fonda nel 2009 a Serra Riccò la rete di ricerca internazionale Antonio de Noli Academic Society.

### Stemma dei Noli

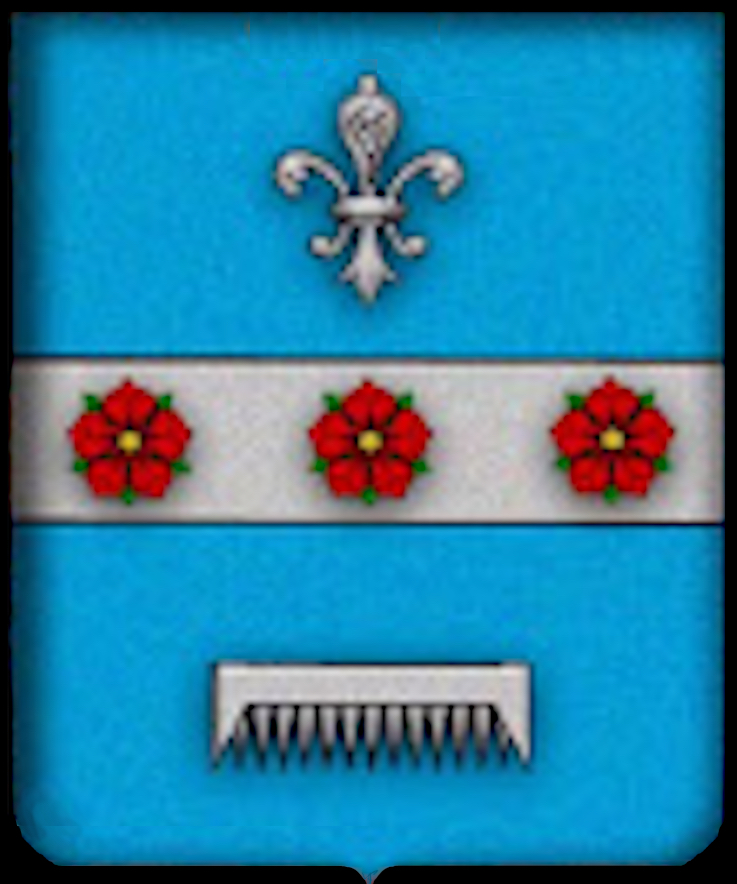
Stemma famiglia Noli in Lombardia

Lo stemma originale della famiglia di Antonio de Noli è conservato - in forma manoscritta - presso il Blasone Cesenate, Biblioteca Malatestiana, Cesena. La parte superiore e inferiore dello scudo sono di colore bianco, divise da una fascia orizzontale rossa (i colori comunemente usati nello stemma genovese). Su ciascuno dei campi bianchi è incisa un serpente grigio con macchie blu. In precedenza, si era interpretato che le figure dello stemma rappresentassero anguille. Ma da indagini effettuate nel 2008 presso la Biblioteca Malatestiana è emerso un manoscritto che descrive lo stemma dei Noli: “Banda rossa con due vipere in campo bianco”. Lo stemma dei Noli di Bergamo è descritto come "D'azzurro, alla fascia d'argento, caricata di tre rose di rosso, ed accompagnata in capo da un giglio d'argento…” In una versione dello stemma dei Noli in Lombardia (immagine a destra) è raffigurata anche una sega, presente anche nello stemma dell'antica famiglia Serra di Serra Riccò, provincia di Genova.

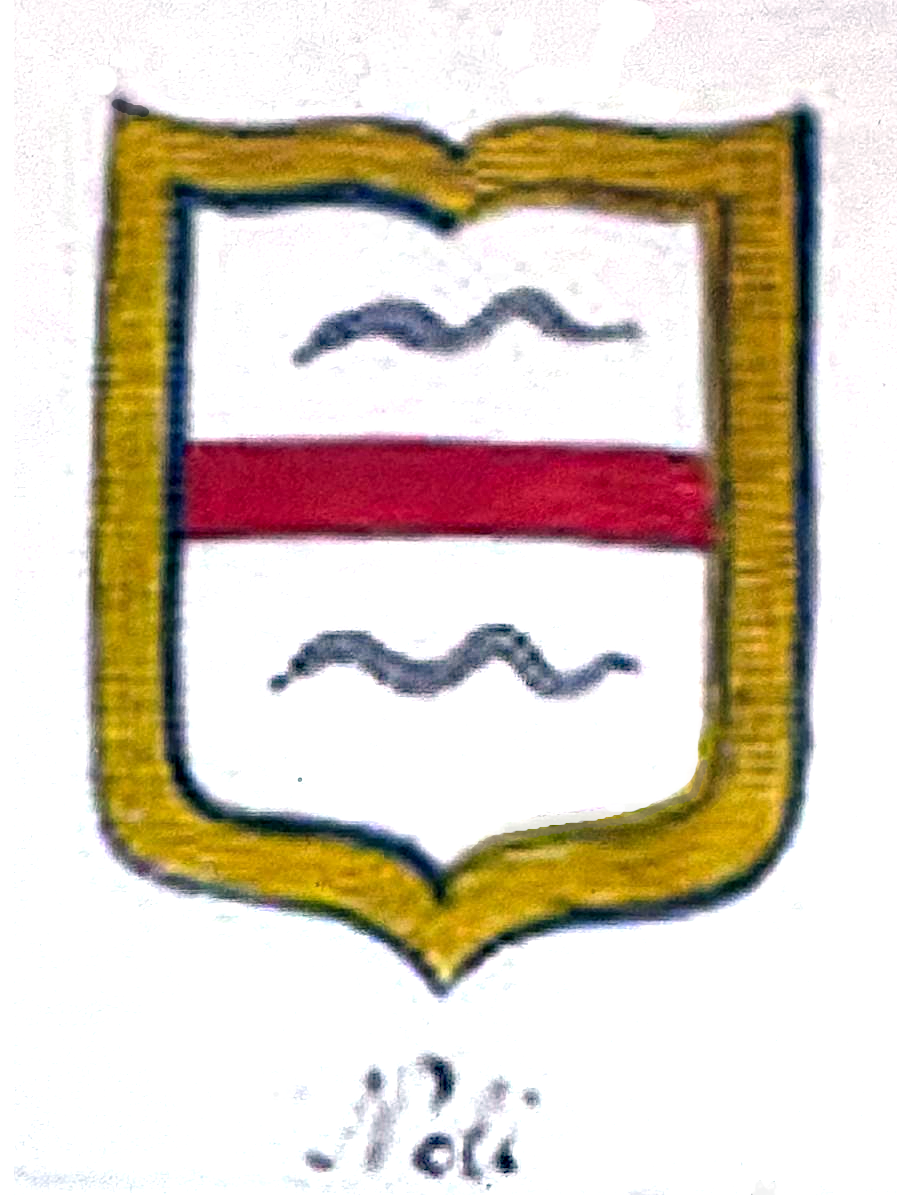
Stemma famiglia Noli in Blasone Cesenate

### Gli eredi dei Noli in Sardegna
Alcuni esponenti della famiglia Noli si sarebbero trasferiti in Sardegna, dove il cognome non è molto diffuso. La sua presenza è riconducibile all’arrivo di un nobile forestiero ligure cacciato dalla sua famiglia d’origine per motivi di eredità. L’aristocratico signore si sarebbe stanziato nelle campagne di Sibiri, nei pressi di Gonnosfanadiga, dove acquistò una vasta estensione di terra e si stabilì mettendo radici. Qui si costituì il primo nucleo familiare che ebbe larga discendenza. I seguenti atti notarili di acquisto delle terre sono poi andati perduti.